# Шмидт, Франц Вилибальд
Франц Вилибальд Шмидт (нем. Franz Wilibald Schmidt; 1764—1796) — австрийский (богемский) ботаник и медик.

## Биография
Франц Вилибальд Шмидт родился 7 июля 1764 года в городе План в Богемии (ныне — Плана, Чехия). Учился медицине в Карловом университете в Праге, затем работал врачом. Также Шмидт изучал ботанику, через некоторое время стал профессором ботаники в Университете. 
В 1793 году Университет присвоил Францу Вилибальду степень доктора философии. Шмидт умер в Праге 2 февраля 1796 года.
Основной гербарий Ф. В. Шмидта утерян. Лишь несколько образцов были обнаружены в Карловом университете в Праге (PRC) и в Венгерском музее естествознания в Будапеште (BP).

## Некоторые научные работы
- Schmidt, F.W. (1793—1794), Flora boëmica. 4 parts.
- Schmidt, F.W. (1793). Neue und seltene Pflanzen. 58 p.
- Schmidt, F.W. et al. (1795). Sammlung physikalisch-ökonomischer Aufsätze. 375 p.

## Роды, названные в честь Ф. В. Шмидта
- Schmidtia Moench, 1802, nom. rej. [syn.  Tolpis Adans., 1763]
- Schmidtia Tratt., 1816, nom. illeg. [syn.  Coleanthus Seidl, 1817, nom. cons.]